# Индонезија арена
Индонезија арена (енгл. Indonesia Arena) је вишенаменска затворена арена у Гелора Бунг Карно спортском комплексу у Џакарти, Индонезија. Изградња је завршена у јуну 2023. године, има максимални капацитет седења од 16.500 и служио је као једно од места одржавања Светског првенства у кошарци 2023..

## Историја

### Изградња
Индонезија је именована као ко-домаћин заједно са Филипинима и Јапаном за домађинство Светског првенства у кошарци 2023. Међутим, Индонезији је био потребан одговарајући простор са капацитетом од најмање 8.000 седишта да би испунила ФИБА стандарде. Постојећи простори укључују арену „Истору Сенајан” у оквиру спортског комплекса Гелора Бунг Карно са до 7.200 седишта и БритАма арену која може да прими само 5.000 људи. Влада је одлучила да за Свезско првенство уместо тога изгради нову дворану.
На састанку између председника „индонежанског кошаркашког савеза” (ПЕРБАСИ) Данија Косашиха и председника Јоко Видодоа, овај други је обећао да ће изградити нову кошаркашку салу за Светско првенство, док је први тражио да ново место има капацитет од око 15.000 до 20.000 места.
Изградња тада неименованог места почела је у децембру 2021. године.  Локација новог места је на земљишту које је раније заузимала платформа за хеликоптере у спортском комплексу Гелора Бунг Карно.
Министарство омладине и спорта саопштило је у јулу 2022. да ће дворана носити назив „Индонезија арена“.

### Отварање
Индонезија арену је званично отворио 7. августа 2023. председник Индонезије Јоко Видодо.

## Објекти
Индонезија арена је вишенаменска затворена арена која се може користити за разне спортове у затвореном простору, као што су кошарка, бадминтон и одбојка, као и неспортске активности као што су концерти. Има максимални капацитет од 16.500 седишта који се може привремено смањити ако је потребно.